# Ludvig Öhman
Ludvig Öhman (ur. 9 października 1991 w Umeå) – szwedzki piłkarz występujący na pozycji obrońcy.

## Kariera piłkarska
Od 2010 roku występował w Kalmar, Nagoya Grampus i Eskilstuna. W 2018 trafił do IF Brommapojkarna.